# Bufotenine
Bufotenine of 5-hydroxy-dimethyltryptamine (afgekort tot 5-HO-DMT) is een tryptamine met een moleculaire structuur verwant aan de neurotransmitter serotonine. Het is een alkaloïde dat aangetroffen wordt op de huid van sommige padden, in paddenstoelen, grotere plantensoorten en zoogdieren.
De naam bufotenine is afkomstig van het paddengeslacht Bufo, waarvan sommige soorten deze stof afscheiden. Qua structuur lijkt bufotenine sterk op de hallucinogenen psilocine, DMT en 5-MeO-DMT. In sommige studies zijn psychedelische effecten van bufotenine waargenomen bij de mens.

## Geschiedenis
Bufotenine werd voor het eerst geïsoleerd uit paddenhuid tijdens de Eerste Wereldoorlog, door de Oostenrijkse scheikundige Handovsky. De structuur van bufotenine werd in 1934 opgehelderd in het laboratorium van Heinrich Otto Wieland in München.

## Voorkomen

### Padden
Bufotenine is een bestanddeel van het gif van bepaalde padden die behoren tot het geslacht Bufo, waaronder de coloradopad (Bufo alvarius) en de reuzenpad (Bufo marinus). Extracten van dit gif worden al eeuwen gebruikt in de traditionele geneeskunde in China.

### Anadenanthera
Bufotenine wordt aangetroffen in de zaden van bomen van het geslacht Anadenanthera. Deze zaden worden in Centraal- en Zuid-Amerika door inheemse culturen gebruikt in een psychedelisch snuifmiddel, genaamd yopo (Anadenanthera peregrina).

### Paddenstoelen
Bufotenine wordt ook aangetroffen in verschillende paddenstoelen van het geslacht Amanita, waaronder de vliegenzwam (Amanita muscaria), de gele knolamaniet (Amanita citrina), en de porfieramaniet (Amanita porphyria).